# 新潟県道165号見附分水線
新潟県道165号見附分水線（にいがたけんどう165ごう みつけぶんすいせん）は、新潟県見附市から同県燕市に至る一般県道である。

## 概要

### 路線データ
- 起点：新潟県見附市今町2丁目（新潟県道498号長岡中之島見附線交点）
- 終点：新潟県燕市五千石字堤下（国道116号・新潟県道374号五千石巻新潟線交点）

## 路線状況

### 道路施設
- 本川橋（信濃川）

## 地理

### 通過する自治体
- 新潟県
  - 見附市 - 三条市 - 長岡市 - 燕市

### 交差する道路
- 新潟県道498号長岡中之島見附線（起点：見附市今町2丁目）
- 国道403号（鬼木交差点 - 中条新田交差点で重複）
- 新潟県道256号分水栄線（鬼木交差点 - 長岡市中之島西野で重複）（「国道403号」との重複区間内）
- 国道116号・新潟県道374号五千石巻新潟線（終点：五千石交差点）

## 周辺
- 見附市消防本部 今町出張所
- 見附市役所 今町出張所
- 長岡市役所 中之島支所
- 燕市役所 分水庁舎
- 新潟県立分水高等学校
- 見附市立今町中学校
- 見附市立今町小学校
- 長岡市立信条小学校
- JAにいがた南蒲
  - 今町支店
  - 北部支店
- 今町郵便局
- 鬼木郵便局
- 大河津郵便局
- 信明産業 新潟工場
- パナソニック インフォメーションシステムズ 新潟事業所（パナソニック子会社）
- スーパーマルイ
  - 今町国道店
  - 中之島店
  - 寺泊店
- ひらせいホームセンター 見附店
- コメリホームセンター 分水店
- 分水ショッピングパークパコ
- クスリのコダマ 寺泊店
- 大河津分水公園
- 信濃川大河津資料館
- 刈谷田川
- 信濃川
- 大河津分水路

## その他
- 路線名の「分水」は、終点付近の旧自治体名（新潟県西蒲原郡分水町）に由来する。